# Litoria bibonius
Litoria bibonius es una especie de anfibio anuro del género Litoria, de la familia Pelodryadidae.

## Distribución geográfica
Es originaria de las Islas d’Entrecasteaux en Papúa Nueva Guinea.